# راهب بزرگ
راهب بزرگ یا راهب اعظم ترجمهٔ ابِت (به انگلیسی: Abbot، /ˈæb. ət/) است که ابت خود به معنی پدر است.

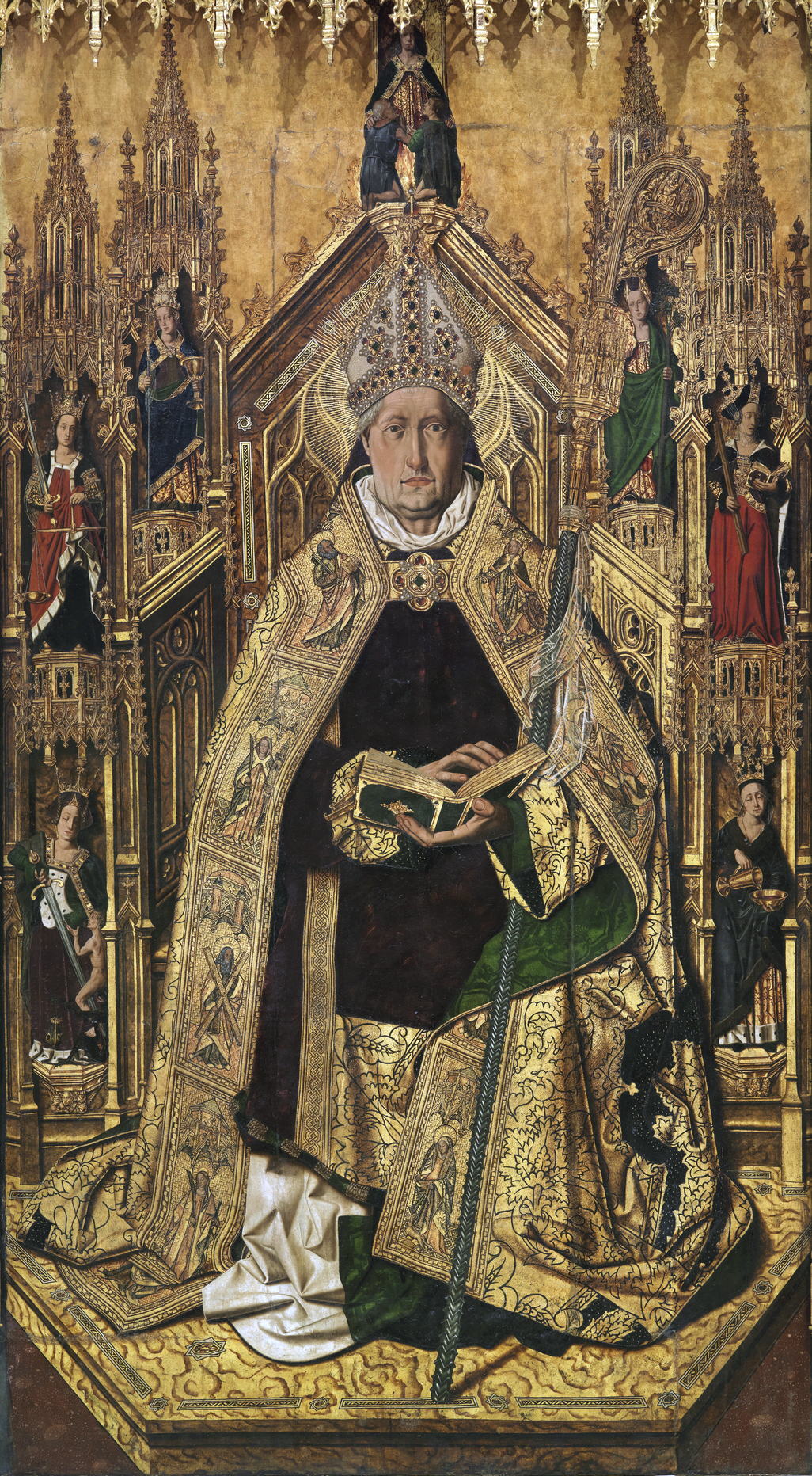
دومنیک مقدس(st.Dominic of Silos)، که به عنوان راهب بزرگ بر تخت سلطنت نشسته است.

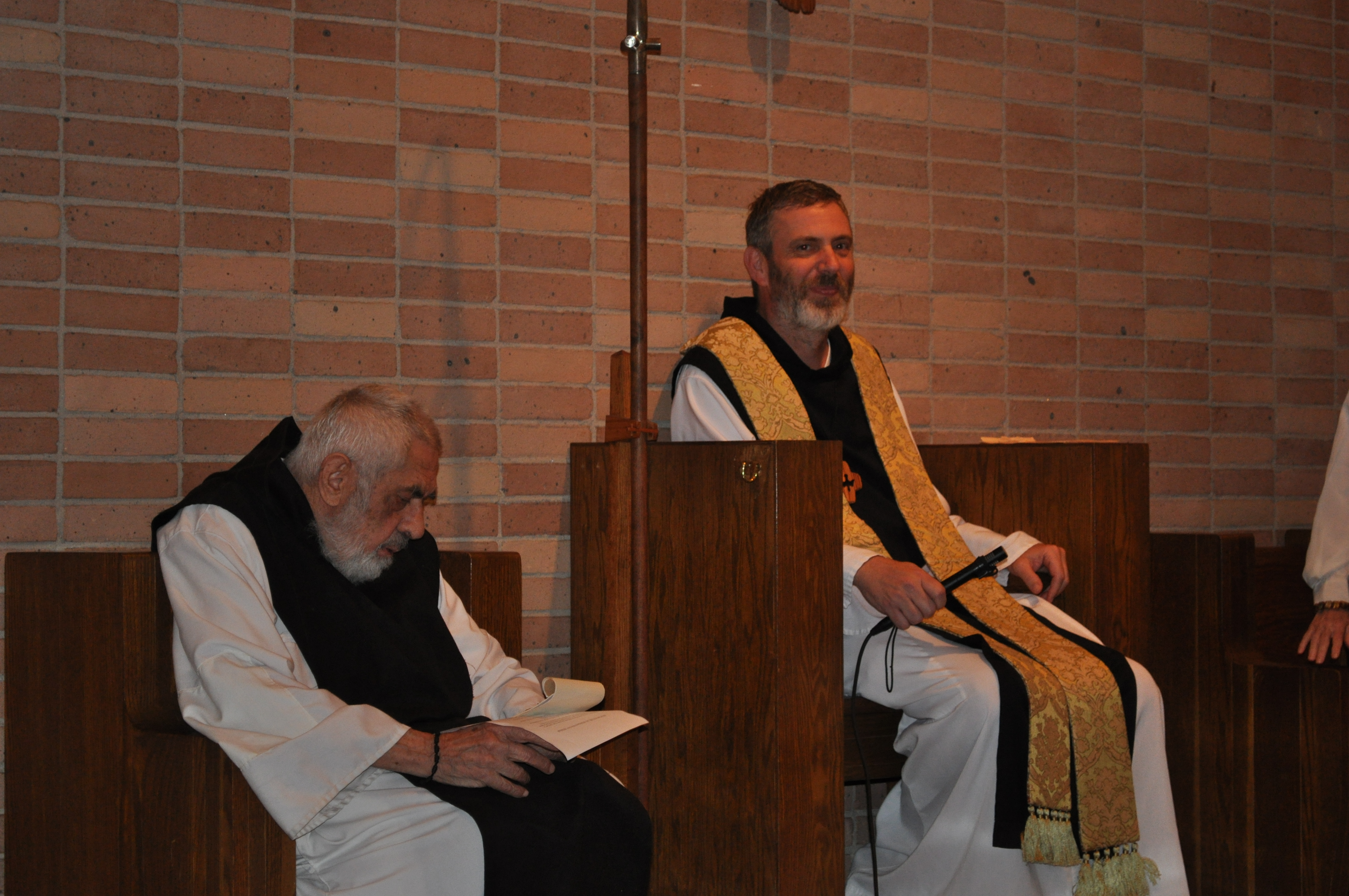
راهب بزرگ فرانسیس مبشائیل (سمت راست).

این عنوانی است که در رسوم مختلف به رئیس صومعه گفته می‌شود.

## اطلاعات کلی
«راهب بزرگ یا راهب اعظم» فردی است که ریاست صومعه راهبان را بر عهده دارد و راهبان موظفند که از او اطاعت کنند.
معادل انگلیسی راهب بزرگ، "Abbot" می‌باشد که از واژه عربی «اَب» یعنی پدر، گرفته شده است. راهب بزرگ ممکن است که توسط راهبان صومعه انتخاب شود یا توسط کلیسا در این مقام نصب شده باشد.
راهب بزرگ باید توسط «اسقف اعظم» تأیید و دستگذاری شود.

## وظایف راهب بزرگ
راهب بزرگ وظیفه دارد تا بر راهبان حوزه نفوذ خود نظارت داشته باشد و ریاست بر صومعه را عهده بگیرد؛ به این معنی که آنان باید دقت داشته باشند تا قوانین و برنامه رهبانی به‌طور دقیق توسط راهبان اجرا گردد. راهب بزرگ بر اجرای برنامه روزانه راهبان نظارت می‌کند بنابراین او باید سرسختانه‌تر و شدیدتر قوانین را اجرا کند و مدام در دعا باشد. فقط راهب بزرگ می‌تواند به راهبان، اجازه خروج از صومعه را بدهد. راهب بزرگ وظیفه تنبیه و توبیخ راهب خطاکار را نیز دارد. راهبان باید از راهب بزرگ اطاعت کنند و به او وفادار باشند.